# Neue Friedrichstraße

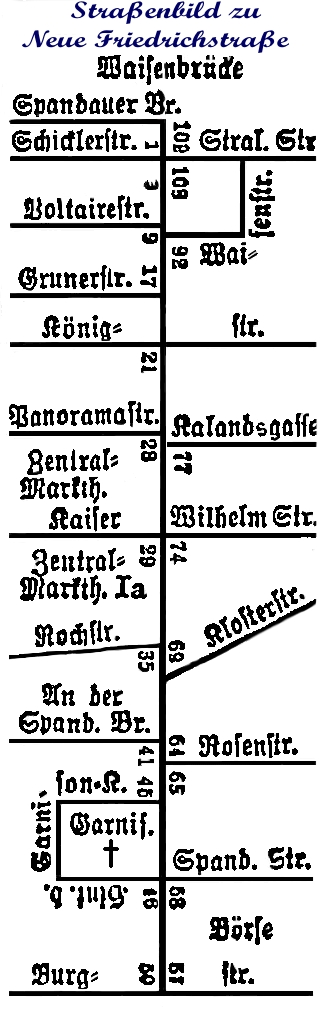
Neue Friedrichstraße 1925 (idealisiert als Gerade) in Süd-Nord-Richtung (senkrecht) mit allen Querstraßen (1925)

Die Neue Friedrichstraße (heute: Anna-Louisa-Karsch-Straße und Littenstraße) war ein Verkehrsweg in Alt-Berlin im heutigen Ortsteil Mitte zwischen der Friedrichsbrücke im Westen und der Waisenbrücke im Süden. Der Straßenzug ist einer der ältesten Berlins, der die damaligen Stadtviertel Heilig-Geist-Viertel, Marienviertel und Klosterviertel durchquerte und mehrfach umbenannt wurde. Er erhielt im Jahr 1951 den Namen Littenstraße. Der mittlere Abschnitt zwischen An der Spandauer Brücke und Grunerstraße wurde bei der Neubebauung des Areals um die Karl-Liebknecht-Straße und den Fernsehturm entwidmet und überbaut.

## Verlauf
Der gekrümmte Straßenzug führte vom östlichen Spreeufer an der großen Pomeranzenbrücke (heute: Friedrichsbrücke) und der Querstraße Kleine Präsidentenstraße westwärts, vorbei an der (alten) Garnisonkirche, nordöstlich bis zur Rochstraße, wo sie in Höhe der Zentralmarkthalle und des Sedan-Panoramas nach Osten und gleich darauf nach Südosten abbog. Im weiteren leichten Bogen nahm sie in Höhe der Klosterkirche schließlich die südliche Richtung und endete an der Waisenbrücke (nahe der heutigen Jannowitzbrücke). Sie folgte dem ehemaligen Stadtwall und verlief damit parallel zur Berliner Stadtbahn zwischen den Stationen Börse (heute: Hackescher Markt), Alexanderplatz und Jannowitzbrücke. Querstraßen waren: Spandauer Straße, An der Spandauer Brücke/Rosenstraße, Klosterstraße, Rochstraße, Kaiser-Wilhelm-Straße (heute: Karl-Liebknecht-Straße), Kalandstraße, Panoramastraße, Königstraße (heute: Rathausstraße), Grunerstraße, Stralauer Straße/Schicklerstraße und An der Stralauer Brücke (Stand 1902).
Die Nummerierung der Parzellen/Gebäude erfolgte in Hufeisenform, beginnend und endend an der Waisenbrücke.

## Geschichte
Der Straßenzug ist schon auf dem Stadtplan von Johann Georg Memhardt um 1652 zu erkennen. Bekannt sind aus der Zeit um 1700 die Straßenabschnitte mit den Namen Am Walle, Garnison-Kirchen-Straße (1760) bzw. Am Königswall, Am Stralauer Thor (17. Jahrhundert bis vor 1778), Bei der Pomeranzenbrücke (um 1700 bis vor 1778), Gouverneursstraße (um 1700 bis vor 1778), Hinter den Baraquen und Casernen (um 1700 bis vor 1778).
Um 1778 entstand die Neue Friedrichstraße in ihrer gesamten Länge zum größten Teil erst nach der Abtragung des Walls der Festung Berlin um 1746. Ihren Namen erhielt sie nach dem preußischen König Friedrich II. Sie umschloss mit dem parallel hinter ihr befindlichen ehemaligen Festungsgraben das eigentliche Alt-Berlin an der nördlichen und östlichen Seite und
Im Jahr 1900 beantragte die Continentale Gesellschaft für elektrische Unternehmungen die Verlängerung der Straßenbahn Berlin–Hohenschönhausen von der Waßmannstraße über Alexanderplatz, Neue Friedrichstraße und Wallstraße zum Spittelmarkt. Das Vorhaben wurde jedoch wegen der geringen Breite der Neuen Friedrichstraße abgewiesen.
Am 10. Mai 1951 erhielt die Neue Friedrichstraße den Namen Littenstraße zu Ehren des Juristen Hans Litten. Durch den Neubau des Stadtzentrums in den Jahren 1965–1969 wurde die Littenstraße zwischen An der Spandauer Brücke und Grunerstraße aufgehoben und überbaut, sodass zwei voneinander getrennte Straßenverläufe entstanden. Der Teil zwischen Friedrichsbrücke und Spandauer Straße wurde 1978 der Burgstraße zugeordnet und erhielt am 15. Januar 2001 den Namen Anna-Louisa-Karsch-Straße (nach der Dichterin Anna Louisa Karsch). Der östlich angrenzende Teil von der Straße An der Spandauer Brücke bis zur Rochstraße wurde 1978 in die Rochstraße einbezogen.

## Gebäude an der Neuen Friedrichstraße
- An der Ecke Burg- und Neue Friedrichstraße (heute: Anna-Louisa-Karsch-Straße) befand sich von 1765 bis 1857 das Palais Itzig. 1859–1864 entstand an dieser Stelle nach Entwurf von Friedrich Hitzig die Berliner Börse. Während des Zweiten Weltkrieges wurde sie 1945 zerstört und anschließend komplett abgetragen.
- An der Spandauer / Ecke Neue Friedrichstraße (heute: Anna-Louisa-Karsch-Straße) stand die 1701–1703 unter dem Baumeister Martin Grünberg erbaute Garnisonkirche. Sie wurde im Zweiten Weltkrieg beschädigt und 1962 abgerissen.
- Die Zentralmarkthalle entstand 1886 in der Nähe des Alexanderplatzes. Sie wurde Ende der 1960er Jahre im Zuge der Neugestaltung der historischen Mitte Berlins abgerissen. Als Ersatz entstand 1969 an der Ecke zur Karl-Liebknecht-Straße eine neue Markthalle in moderner Architektur, die in den 1990er Jahren innen und außen völlig umgestaltet wurde.
- In der Neuen Friedrichstraße 13 (heute Littenstraße 13–17) befand sich von 1779 bis 1878 die nicht mehr vorhandene ehemalige preußische Kadettenanstalt. Das Militär zog 1878 in die Preußische Hauptkadettenanstalt in Groß-Lichterfelde. Heute befindet sich an dieser Stelle das imposante Justizgebäude des Landgerichts Berlin, in dem derzeit die Berufungskammern des Landgerichts Berlin sowie das Amtsgericht Mitte untergebracht sind. Der Gebäudekomplex war zur Zeit seiner Errichtung 1896–1904 der zweitgrößte Bau der Stadt Berlin (nach dem Stadtschloss). Er wurde im Zuge der Verbreiterung der Grunerstraße in den 1960er Jahren durch Abriss um ca. 1/3 des Gebäudevolumens reduziert. Während der Teilung Berlins war im Landgerichtsgebäude neben dem Stadtgericht (Ost-)Berlin und den Stadtbezirksgerichten Mitte, Prenzlauer Berg und Friedrichshain auch das Oberste Gericht und die Generalstaatsanwaltschaft der DDR untergebracht.
- Im Jahr 1250 wurde mit dem Bau einer Klosterkirche im frühgotischen Stil für das Graue Kloster der Franziskaner begonnen, die während des Zweiten Weltkrieges am 3. April 1945 zerstört worden ist. Ab 1950 wurden die Trümmer entfernt und die Ruine von 1959 bis 1963 gesichert. Die übrigen, ebenfalls ruinös erhaltenen, Klostergebäude wurden vollständig abgetragen. Die Umgebung der Kirchenruine wurde als Grünanlage gestaltet.
- Ende des 17. Jahrhunderts entstand an der Kreuzung mit der Stralauer Straße das Große Friedrich-Hospital. Martin Grünberg hatte die Baupläne erstellt; das Gebäude wurde jedoch 1906 abgerissen. An dessen Stelle entstand 1906–1909 ein viergeschossiger Neubau, der ab 1910 Verwaltungssitz der Städtischen Gaswerke (heute: GASAG Berliner Gaswerke AG) wurde (Littenstraße 109). Das von Ludwig Hoffmann im Stil der Neorenaissance entworfene Gebäude steht unter Denkmalschutz. Es wird derzeit (Stand: 2013) von der BEST-Sabel-Hochschule Berlin genutzt.
- In der Neuen Friedrichstraße 21a befand sich der Seiteneingang des im 19. Jahrhundert errichteten Warenhauses Fr. Pfingst & Co, der während des Neubaus im Jahr 1905 als Kundeneingang genutzt wurde. In der Königstraße lag der Haupteingang.[3]